# Friedrich Carl Burkart
Friedrich Carl Burkart (* 7. Januar 1805 in Scheßlitz; † 12. Juli 1862 in Nürnberg) war ein deutscher Jurist und Politiker.

## Leben
Burkart war ein Sohn des Rentamtmanns Franz Burkart. Sein Bruder war der Ministerialrat Karl Burkart. Er studierte ab 1821 an der Universität Würzburg Rechtswissenschaft und Philosophie. Als Burkart III wurde er 1822 im Corps Bavaria Würzburg recipiert. Er zeichnete sich als Senior aus. 1825 wurde er Landgerichtspraktikant in Scheßlitz, 1828 Gerichtspraktikant in Zweibrücken, 1828 Akzessist beim Kreis- und Stadtgericht in Nürnberg, 1829 Akzessist beim Appellationsgericht in Bamberg, 1833 Funktionär beim Landgericht Kronach. 1834 ließ er sich als Advokat nieder, zunächst in Lichtenfels (Oberfranken), ab 1844 in Bamberg. 1850 bis 1861 war er Konsulent der Bayerischen Staatsregierung (Regierungs- und Fiskalrat) in Nürnberg, 1861/62 Direktor der Königlichen Bank in Nürnberg.
Von 1845 bis 1850 war Burkart Mitglied des Gemeindebevollmächtigungskollegiums in Bamberg. Vom 18. Mai 1848 bis zum 8. März 1849 gehörte er der Frankfurter Nationalversammlung an (Augsburger Hof). 1849–1852 war er Mitglied der Kammer der Abgeordneten (Bayern). Er starb mit 57 Jahren.